# Bujumbura Rural

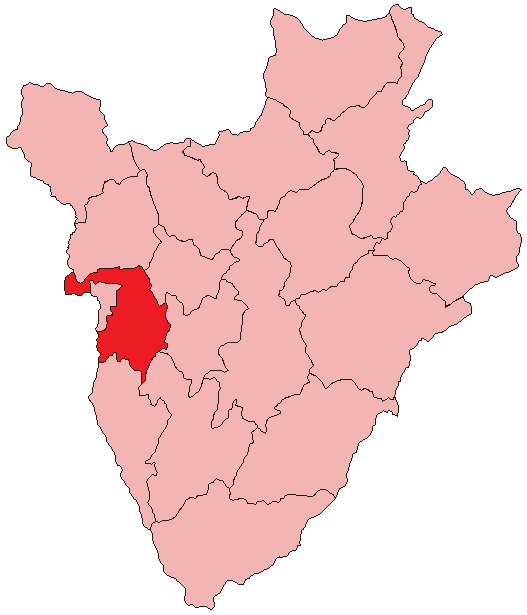
Läge i Burundi.

Bujumbura Rural är en av Burundis 18 provinser. Huvudorten är Isale.